# Дом культуры имени А. С. Попова
Дом культуры имени А. С. Попова — здание, расположенное в Октябрьском районе Новосибирска. Архитектор — К. К. Леонов. Построен в 1957 году. Памятник архитектуры регионального значения.

## История
Архитектурный проект разработан в начале 1950-х годов. Первоначально это было клубное здание завода «Электросигнал».

## Описание
Здание Г-образной формы. Южный фасад здания ориентирован на Зыряновскую улицу, западный — на улицу Добролюбова.
Здание состоит из двух расположенных друг к другу под прямым углом трёхэтажных корпусов и занимает практически целый квартал.
Фасады в высоту имеют трёхчастное членение. Широкий пояс отделяет третий этаж от нижних этажей. Цоколь также отделён поясом.
Окна первого и второго этажа объединены по вертикали полуциркульными тягами. Оконные проёмы второго этажа с полукруглым завершением.
Стены между первым и вторым этажами украшены филёнками, простенки третьего этажа декорируют небольшие стройные пилястры.
В центральной части южного фасада расположен ризалит, который оформлен портиком с классическими формами и пропорциями.
Длина фасада по Зыряновской улице составляет 86 м, по улице Добролюбова — 70 м. Ширина корпуса — 22 м.

### Угловая часть здания
Расположенная на углу приподнятая часть здания скруглённой формы соединяет стыки корпусов и завершается декоративным куполом. В ней находится главный вход в дом культуры.
В этой части здания сконцентрированы архитектурные формы: пилястры коринфского ордера, декорированный балясинами фриз. По бокам угловую часть выделяют два пилона.

### Интерьер
Вокруг вестибюля угловой части здания расположены зрительный зал на 600 мест, буфет фойе и т. д. В доме культуры расположены различные кружковые комнаты, а также административно-хозяйственные и вспомогательные помещения, к которым есть 2 входа.
В интерьере использованы розовый армянский туф-ракушечник и полированный мрамор.